# إبراهيم الرشيد
شاعر غنائي سوداني الأصل اشتهر في أواخر خمسينات القرن الماضي بعد كتابته لبعض القصائد التي لحنت واستخدمت في اغاني اشتهرت شهرة واسعة.

## نشأته
ولد الشاعر الغنائي اللامع إبراهيم الرشيد في السودان تحديدًا بحي بيت المال بـأم درمان سنة 1932، وقد ألحقته عائلته التي هي من العوائل المهتمة بـعلوم الدين بخلوة في السودان وهو لا يزال عمره خمس سنوات، فتعلم في خلوة الفكي عبد الرحمن القراءة والكتابة والقرآن الكريم، ما إن مر الوقت حتى بدأ بالدراسة النظامية في مدرسة الهداية وكان من بين أساتذته الشاعر خالد أبو الروس، حين رأى الاستاذ خالد ميول إبراهيم للشعر، بدأ بتشجيعه ودفعه إلى الأمام لكي ينمي هذه الموهبة الرائعة.

## بداياته مع الشعر
مُذ كان في المدرسة الأبتدائية وهو يكتب بعض الأبيات الشعرية القصيرة وكان يلقى تشجيعاً من أساتذته ووالديه، ولم يكن مهتماً بالشعر الغنائي البتة، حتى أتى عام 1956م فبدأ نجمه يتلألأ في ساحة الشعر الغنائي؛ حيث أنّ أول قصيدة غنائية له كانت في ذاك العام وهي بعنوان: «تحدي» وهي من نصيب الفنان ابراهيم عوض.

## حياته الفنية
وقد صرح في لقاء له على إحدى القنوات أنه وأصدقائه كانوا يجلسون مع الفنانين الكبار والشعراء من أجل الإشراف على الغناء ويعرضون عليهم الأغاني، وفي ذات يوم اقترحوا فكرة إنشاء «اتحاد شعراء الأغنية» وتم تسجيل الاتحاد في أكتوبر 1964م
وكان الشعراء الموجودين هناك هم عشرة فقط، منهم: إبراهيم العبادي، وسيد عبدالعزيز، وعبيد عبد الرحمن، وعمر البنا وخالد عبد الرحمن والشاعر أبو الروس، وعبدالرحمن الريح ومحمد علي، وبقية المجموعة قدموا نصائح وافادات. وقال: كنا كل يوم جمعة لدينا برنامج غداء في منزل واحد منا ونناقش مناسبة الاغنية وميلادها، بالإضافة إلى رحلة شهرية ترفيهية يتم فيها التعرف على الشعراء والفنانين الجدد أمثال؛ آمنة خيري، حكمت احمد ياسين، سمر غاندي وبعد ذلك كون لجنة مصغرة في الاتحاد ومهمة هذه اللجنة ان تشرف على الأغنية قبل تسجيلها في الإذاعة وايضاً توجد لجنة نصوص تعمل على إجازة النص أو رفضه، إذا مُلحنة أم غير مُلحنة وخاصة الأغاني الجديدة؛ وابداء الرأي فيها وكان إنتاج الاغاني كثيراً، وكل يوم هناك ليلة شعرية.
كانت ذكريات جميلة ومن أجمل أيام حياتنا ولنا ذكريات خالدة في هذه المسيرة.

## أعماله
كتب للفنان إبراهيم عوض تسع عشرة أغنية كان أشهرها [يا زمن وقف شوية] و[غالي عليّ]، [لو مشتاق حقيقة]، وهي الأغاني التي جعلت الثلاثي ابراهيم عوض وود الحاوي والشاعر إبراهيم الرشيد ينالون قصب السبق في التعاون الثلاثي نظماً للكلمات والتلحين والأداء.
كتب عددًا من الأغنيات لعدد من الفنانين منهم
- عثمان مصطفى، كتب له أربع أغنيات:[ ما بعاتبك] [لو تخاصم] [بعد الرحيل] [عاد الأمير]،
- أما ثنائي الجزيرة فتغنوا من كلماته بأغنية [ من نفسي وافكاري]

كان كذلك عدد من الفنانين من قاطفي أغنياته وهم:
- أبو عبيدة حسن:[عقد الجواهر]، [مجذوب أونسة آخر خبر]،
- سيد خليفة،[الزحام والشارع]،
- خوجلي عثمان،[بدر الهلال الهلا].
- محمد الأمين، [صورتك]،
- عثمان حسين، [مشوار غرام]،
- إبراهيم موسى، [أنا كنت في مشوار].
- مع أغنيات للفنان إسماعيل حسب الدائم:[أجمل حبيب]، [همس تلفون]، [لمحة]، [كيف أصبر]،
- أما الفنانة درية مدني فقد تغنت له بأغنية [فرحة ريدتنا].[1]